# Хељпа
Хељпа (слч. Heľpa) насељено је мјесто са административним статусом сеоске општине (слч. obec) у округу Брезно, у Банскобистричком крају, Словачка Република. Насеље је у Словачкој познато према народној песми То та Хељпа.

## Становништво
| Година:    | 1994. | 2004.   | 2014.   | 2024.    |
| ---------- | ----- | ------- | ------- | -------- |
| Број људи: | 3081  | 2945    | 2686    | 2393     |
| Разлика:   |       | -4,41 % | -8,79 % | -10,90 % |

| Година:    | 2023. | 2024.   |
| ---------- | ----- | ------- |
| Број људи: | 2398  | 2393    |
| Разлика:   |       | -0,20 % |

Према подацима о броју становника из 2011. године насеље је имало 2.777 становника.